# 扎戈良斯基
扎戈良斯基（羅馬化：Zagoryanskiy）是俄罗斯莫斯科州的市级镇，属州辖市晓尔科沃市（城市区），地处莫斯科州中东北部，在区行政中心晓尔科沃西、州府莫斯科东北方，西南侧靠近驼鹿岛国家公园。奥卡河一支流克利亚济马河从镇北侧流过。镇内有同名火车停靠点。
该地2021年人口有7,878人；2010年人口7,997；2002年人口7,576；1989年人口5,177。